# Reputation
Reputation – szósty album studyjny amerykańskiej piosenkarki Taylor Swift, wydany 10 listopada 2017 roku. Pierwszym singlem promującym album został wydany 24 sierpnia 2017 roku utwór „Look What You Made Me Do”, kolejnymi singlami zostały utwory „...Ready for It?” i nagrany wspólnie z Edem Sheeranem i raperem Future'em „End Game” 
Z łączną sprzedażą 1 216 000 kopii w ciągu pierwszego tygodnia od premiery, Reputation stał się najlepiej sprzedającym albumem w Stanach Zjednoczonych w 2017 roku.

## Lista utworów
| Nr  | Tytuł utworu                               | Autorzy                                                             | Produkcja                 | Długość |
| --- | ------------------------------------------ | ------------------------------------------------------------------- | ------------------------- | ------- |
| 1.  | „...Ready for It?”                         | Taylor Swift, Max Martin, Shellback, Ali Payami                     | Martin, Shellback, Payami | 3:28    |
| 2.  | „End Game (featuring Ed Sheeran i Future)” | Swift, Martin, Shellback, Ed Sheeran, Nayvadius Wilburn             | Martin, Shellback         | 4:04    |
| 3.  | „I Did Something Bad”                      | Swift, Martin, Shellback                                            | Martin, Shellback         | 3:58    |
| 4.  | „Don't Blame Me”                           | Swift, Martin, Shellback                                            | Martin, Shellback         | 3:56    |
| 5.  | „Delicate”                                 | Swift, Martin, Shellback                                            | Martin, Shellback         | 3:52    |
| 6.  | „Look What You Made Me Do”                 | Swift, Jack Antonoff Richard Fairbrass, Fred Fairbrass, Rob Manzoli | Antonoff, Swift           | 3:31    |
| 7.  | „So It Goes...”                            | Swift, Martin, Shellback, Oscar Görres                              | Martin, Shellback, Görres | 3:47    |
| 8.  | „Gorgeous”                                 | Swift, Martin, Shellback, Oscar Görres                              | Martin, Shellback         | 3:29    |
| 9.  | „Getaway Car”                              | Swift, Antonoff                                                     | Antonoff, Swift           | 3:53    |
| 10. | „King of My Heart”                         | Swift, Martin, Shellback                                            | Martin, Shellback         | 3:34    |
| 11. | „Dancing with Our Hands Tied”              | Swift, Martin, Shellback, Oscar Holter                              | Martin, Shellback, Holter | 3:31    |
| 12. | „Dress”                                    | Swift, Antonoff                                                     | Antonoff, Swift           | 3:50    |
| 13. | „This Is Why We Can't Have Nice Things”    | Swift, Antonoff                                                     | Antonoff, Swift           | 3:27    |
| 14. | „Call It What You Want”                    | Swift, Antonoff                                                     | Antonoff, Swift           | 3:23    |
| 15. | „New Year's Day”                           | Swift, Antonoff                                                     | Antonoff, Swift           | 3:55    |
|     |                                            |                                                                     |                           | 55:38   |

## Notowania i certyfikaty
| Lista przebojów (2017)                 | Najwyższa pozycja |
| -------------------------------------- | ----------------- |
| Australia (ARIA Charts)                | 1                 |
| Austria (Ö3 Austria Top 40)            | 1                 |
| Belgia (Ultratop 200 Albums, Flandria) | 1                 |
| Belgia (Ultratop 200 Albums, Walonia)  | 9                 |
| Czechy (ČNS IFPI)                      | 2                 |
| Dania (Album Top-40)                   | 3                 |
| Finlandia (Suomen virallinen lista)    | 5                 |
| Francja (SNEP)                         | 11                |
| Hiszpania (PROMUSICAE)                 | 3                 |
| Holandia (MegaCharts)                  | 1                 |
| Irlandia (IRMA)                        | 1                 |
| Japonia (Oricon)                       | 3                 |
| Kanada (Billboard Canadian Albums)     | 1                 |
| Korea Południowa (Gaon)                | 3                 |
| Niemcy (GfK Entertainment)             | 2                 |
| Norwegia (VG-Lista)                    | 1                 |
| Nowa Zelandia (Recorded Music NZ)      | 1                 |
| Polska (OLiS)                          | 6                 |
| Portugalia (AFP)                       | 1                 |
| Słowacja (ČNS IFPI)                    | 4                 |
| Szwajcaria (Alben Top 100)             | 1                 |
| Szwecja (Sverigetopplistan)            | 2                 |
| USA (Billboard 200)                    | 1                 |
| Węgry (Mahasz)                         | 8                 |
| Wielka Brytania (UK Albums Chart)      | 1                 |
| Włochy (FIMI)                          | 3                 |

| Kraj                     | Certyfikat         | Sprzedaż   |
| ------------------------ | ------------------ | ---------- |
| Australia (ARIA)         | 2x platynowa płyta | 140 000+   |
| Austria (IFPI Austria)   | platynowa płyta    | 15 000+    |
| Dania (IFPI Danmark)     | złota płyta        | 10 000+    |
| Meksyk (AMPROFON)        | platynowa płyta    | 60 000+    |
| Nowa Zelandia (RIANZ)    | 2x platynowa płyta | 30 000+    |
| Polska (ZPAV)            | 2x platynowa płyta | 40 000+    |
| Stany Zjednoczone (RIAA) | 3x platynowa płyta | 3 000 000+ |
| Wielka Brytania (BPI)    | platynowa płyta    | 300 000+   |